# Atletik Sofia
Atletik Sofia (bułg. ФК Атлетик (София)) – bułgarski klub piłkarski z siedzibą w stolicy kraju, mieście Sofia, działający w latach 1910–1923.

## Historia
Chronologia nazw:
- 1910: Klub Futbol Matinkata (bułg. "Клуб футбол" (Матинката))
- 1913: FK Atletik Sofia (bułg. ФК "Атлетик" (София)) – po fuzji kilku drużyn
- 1923: klub rozwiązano - po fuzji z OSK Sława tworząc AS 23 Sofia

Klub piłkarski o nazwie Klub Futbol został założony w Sofiijskiej dzielnicy Matinkata, w rejonie Ogrodów Doktorskich, w 1910 roku. W 1913 roku Klub piłkarski i kilka innych mniejszych drużyn jednoczą się i na spotkaniu założycielskim tworzą klub o nazwie Atletik. Statut klubu został zatwierdzony w sądzie w 1914 roku. Oprócz piłki nożnej uprawiane są inne sporty, takie jak hokej, koszykówka, lekkoatletyka, podnoszenie ciężarów, baseball, szermierka i inne. W 1919 roku część członków klubu oddzieliła się i założyła Oficerski Klub Sportowy. Zespół brał udział w pierwszych zorganizowanych meczach mistrzostw Sofijskiego Związku Piłki Nożnej w 1922 roku, a także w następnym 1923 roku, kiedy doszło do rozłamu i stołeczne kluby zostały podzielone na Sofijską Ligę Sportową, w której uczestniczył klub, oraz Sofijski Związek Sportowy. W 1923 roku klub połączył się z OSK Sława pod nazwą AS-23.

## Barwy klubowe, strój, herb, hymn
|  |  |

Klub ma barwy żółto-czarne. Piłkarze domowe spotkania zazwyczaj grają w żółto-czarnych pasiatych pionowo koszulkach, czarnych spodenkach oraz czarnych getrach.

## Sukcesy

### Trofea międzynarodowe
Do chwili obecnej klub jeszcze nigdy nie zakwalifikował się do rozgrywek europejskich.

### Trofea krajowe
| \| \| Zdobyte trofea w rozgrywkach Bułgarii (stan na: 31-05-2024) \| |                                                             |      |          |
| Rozgrywki                                                            | Osiągnięcie                                                 | Razy | Sezon(y) |
| · Mistrzostwo                                                        | I miejsce                                                   | 0    |          |
| · Mistrzostwo                                                        | II miejsce                                                  | 0    |          |
| · Mistrzostwo                                                        | III miejsce                                                 | 0    |          |
| Puchar                                                               | zdobywca                                                    | 0    |          |
| Puchar                                                               | finalista                                                   | 0    |          |
| II liga                                                              | I miejsce                                                   | 0    |          |
| II liga                                                              | II miejsce                                                  | 0    |          |
| II liga                                                              | III miejsce                                                 | 0    |          |
| Bułgaria                                                             | Zdobyte trofea w rozgrywkach Bułgarii (stan na: 31-05-2024) |      |          |

## Poszczególne sezony

### Rozgrywki międzynarodowe

#### Europejskie puchary
Nie uczestniczył w rozgrywkach europejskich.

### Rozgrywki krajowe
| \| Bułgaria \| Bilans występów klubu w rozgrywkach piłkarskich Bułgarii (Stan na 31 maja 2025 r.) \| \| |                                                                                    |        |       |   |   |   |    |    |     |               |        |        |      |
| Poziom                                                                                                  | Rozgrywki                                                                          | Sezony | Mecze | Z | R | P | B+ | B– | Pkt | Lata          | Awanse | Spadki | Naj. |
| I | Nacionałna futbołna diwizija / Dyrżawno pyrwenstwo                                 | 0      |       |   |   |   |    |    |     |               | 0      | 0      |      |
| II | B RPG / Wtora PFG / Pyrwa PFL / B PFG / Wtora PFL                                  | 2      |       |   |   |   |    |    |     | 1921, 1922/23 | 0      | 1      | 2    |
| III | Treta amatorska futbołna liga                                                      | 1      |       |   |   |   |    |    |     | 1922          | 1      | 0      | 2    |
| IV | Obłastna futbołna liga                                                             | 0      |       |   |   |   |    |    |     |               | 0      | 0      |      |
| | Puchar Bułgarii                                                                    | 0      |       |   |   |   |    |    |     |               | 0      | 0      |      |
| Bułgaria                                                                                                | Bilans występów klubu w rozgrywkach piłkarskich Bułgarii (Stan na 31 maja 2025 r.) |        |       |   |   |   |    |    |     |               |        |        |      |

## Piłkarze, trenerzy, prezydenci i właściciele klubu

### Piłkarze
- Iwan Matinczew
- Paweł Grozdanow
- Błagoj Bałykczijew
- Lubomir Angełow

## Struktura klubu

### Stadion
Drużyna rozgrywała swoje mecze domowe w Sofii na boisku, które znajdowało się w miejscu obecnego stadionu Wasyla Lewskiego. Drugie boisko znajdowało się na terenie Rektoratu Uniwersytetu Sofijskiego, ale zostało zabrane w 1923 roku.  

## Kibice i rywalizacja z innymi klubami

### Derby
- SK Sofia
- Sławia Sofia
- FK 13 Sofia
- Rakowski Sofia
- Sława Sofia